# コマンド・トラック
コマンド・トラックとは、AMC社独自のパートタイム4WDトランスファー装置で、2WD、4WDパートタイムの各モードをそれぞれレバーで切り替えられる。2WDから4WDへは速度が80km/h以下であれば、走りながらでもどのレンジに入っていてもトランスファー・レバーを強く引くだけでシフトできる。ニュートラルを経て4WDパートタイム・ローへは減速比が大きいので停止もしくは低速にする必要がある。

## 搭載可能モデル
- AMC/クライスラー ジープ・ラングラー
- AMC・イーグル (Eagle)
- AMC ジープ・ワゴニア (XJ) (Wagoneer XJ)
- AMCまたはクライスラー ジープ・チェロキー（1984年 - ）全モデル。（ただし日本では1987年以降）